# Фуркан Улаш Меміш
Фуркан Улаш Меміш (тур. Furkan Ulaş Memiş; 22 квітня 1991, Трабзон) — турецький боксер, бронзовий призер чемпіонату Європи серед аматорів.

## Аматорська кар'єра
2008 року Фуркан Улаш Меміш у віці 17 років кваліфікувався на Олімпійські ігри 2008 в категорії до 51 кг, однак на самій Олімпіаді програв у першому бою Джитендеру Кумару (Індія) з розгромним рахунком — 0-20.
На чемпіонаті Європи 2010 в категорії до 54 кг у 1/8 фіналу переміг Детеліна Далаклієва (Болгарія) — 2-0, а у чвертьфіналі програв Ендрю Селбі (Уельс) — 2-4.
На чемпіонаті Європи 2011 в категорії до 56 кг завоював бронзову медаль.
- В 1/16 фіналу переміг Шона Макколдріка (Уельс) — 17-10
- В 1/8 фіналу переміг Матті Кута (Фінляндія) — 21-14
- У чвертьфіналі переміг Люка Кемпбелла (Англія) — 12-9
- У півфіналі програв Дмитру Полянському (Росія) — 8-18

На чемпіонаті світу 2011 знов переміг Шона Макколдріка, а у другому бою програв Анвару Юнусову (Таджикистан) — RSC 1 і не потрапив на Олімпійські ігри 2012.
На чемпіонаті Європи 2013 в категорії до 60 кг програв у першому бою Вазгену Сафарянцу (Білорусь) — 0-3.